# Уређивач изворног кода
Уређивач изворног кода је уређивач текста намењен стварању и уређивању изворног кода програма. Може бити самостална апликација или уграђен у интегрисано развојно окружење (IDE).
Уређивачи изворног кода имају неке функције које поједностављују и убрзавају писање и промену кода, као што су: истицање синтаксе, аутоматско довршавање, увлачење, провера исправног постављања заграда, контекстуална помоћ по коду и многе друге.
Такви уређивачи пружају погодан начин за покретање компајлера, интерпретатора, отклањивача грешака или других програма потребних током процеса развоја софтвера.
Упркос чињеници да се многи уређивачи текста могу користити за уређивање изворног кода, ако немају напредне функције које аутоматизују или поједностављују унос и модификацију кода, они се не могу назвати „уређивачима изворног кода”, већ су једноставно „уређивачи текста” који се такође могу користити за уређивање изворног кода.